# Silovik

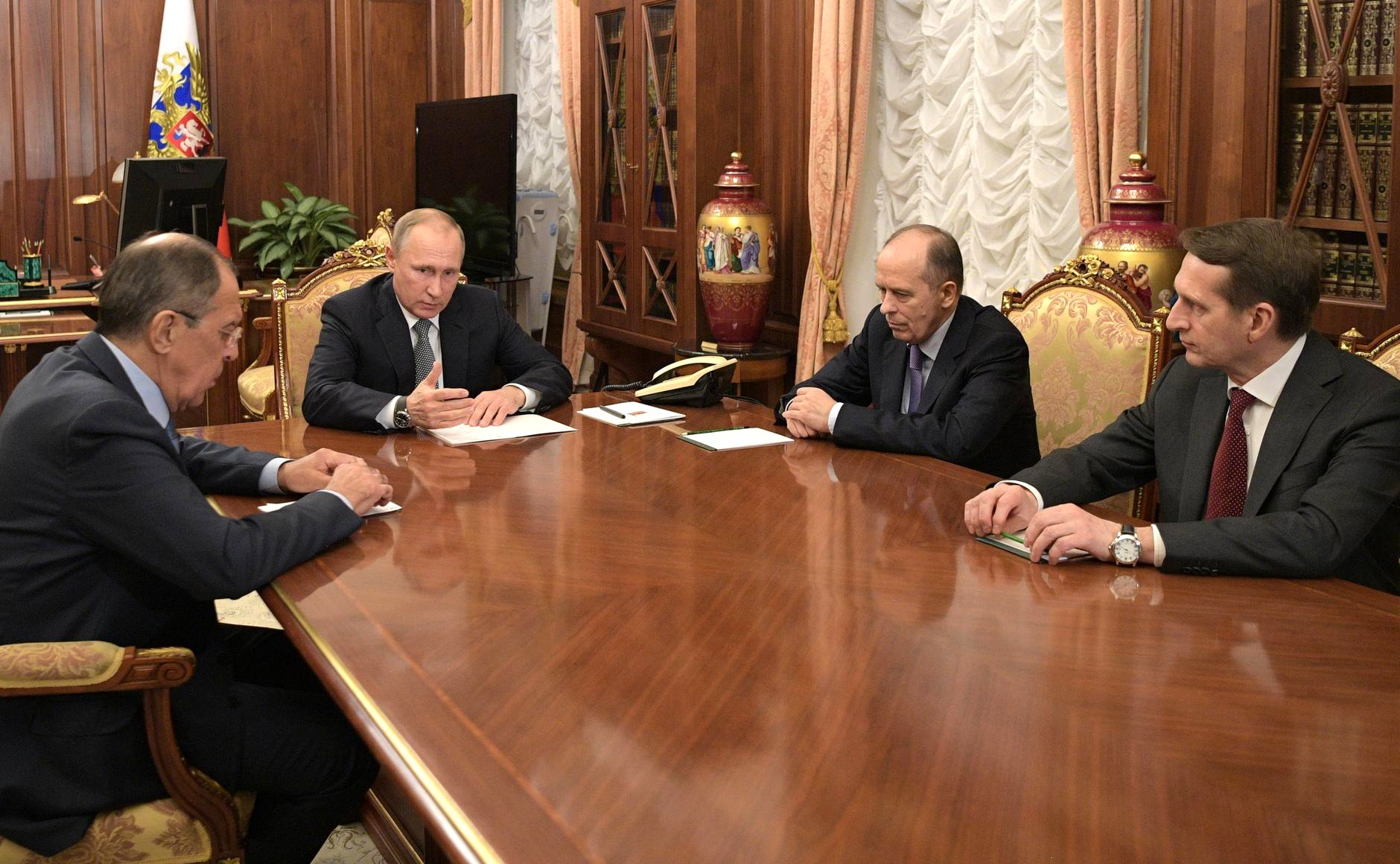
Putin con Serguéi Lavrov, Aleksandr Bórtnikov y Serguéi Narishkin, 19 de diciembre de 2016.

En el léxico político ruso, el término silovik (en ruso: силови́к, pronunciación  sʲɪlɐˈvʲik) se refiere a los políticos y funcionarios que iniciaron su carrera desde los servicios de seguridad pública o privada, militares o similares, generalmente como oficiales de la antigua KGB, GRU, FSB, Servicio de Inteligencia Exterior (SVR), Ministerio del Interior, Servicio Federal de Cumplimiento de Penas (FSIN) del Ministerio de Justicia y de los actuales Servicio Federal de Protección, Guardia Nacional, Ministerio de Situaciones de Emergencia, Comité de Investigación de Rusia (SKR), Servicio Federal de Control de Drogas y otras fuerzas armadas, tanto las que proceden del anterior régimen como las de nueva creación.

## Etimología
El término silovikí ('silovíks'), traducido literalmente como "gente de fuerza" u "hombres fuertes" (del ruso сила, "fuerza"), se originó con la expresión "instituciones de fuerza" (силовые структуры), que apareció al principio de la presidencia de Borís Yeltsin (década de 1990) para denotar a los servicios uniformados de estilo militar, incluyendo las organizaciones militares propiamente dichas, la policía (Ministerio del Interior), la seguridad nacional (FSB) y algunas estructuras más.
Un término similar es securócrata (oficial de policía e inteligencia).

## Descripción

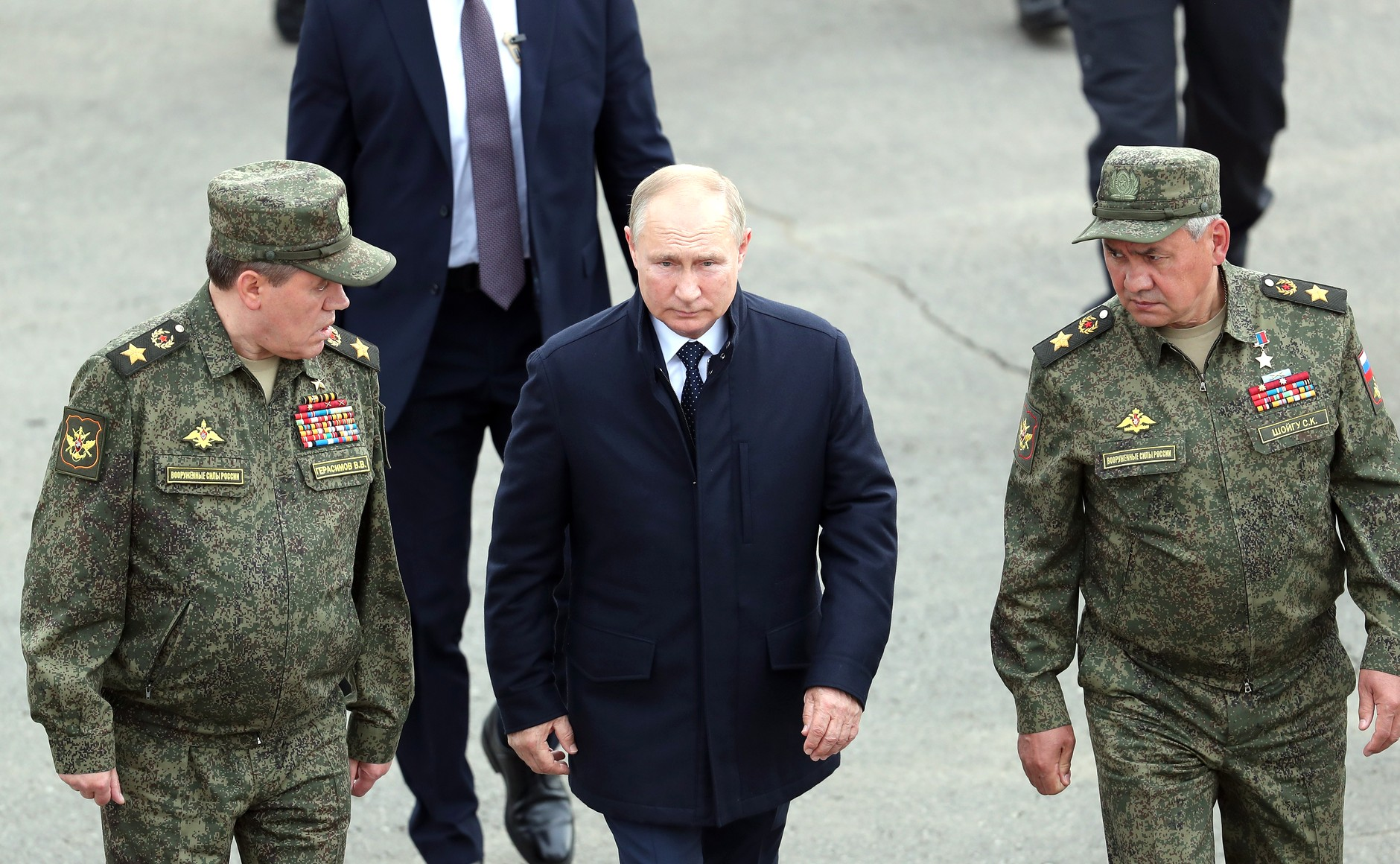
Putin con Valeri Guerásimov y Serguéi Shoigú, septiembre de 2021.

Según ciertas fuentes, los silovikí pretenden alentar la opinión de que en Rusia se les considera generalmente como no ideológicos, con un enfoque pragmático de la ley y el orden y los intereses nacionales rusos en el punto de mira.
Los silovikí no forman un grupo cohesivo. No tienen un solo líder ni existe una "agenda silovik" común y articulada. Sin embargo, según John P. Willerton, estos funcionarios de inteligencia y de seguridad trajeron a la administración la ética del trabajo y las habilidades que Vladímir Putin aparentemente favorecía. Putin fue formado en la Academia del KGB, renombrada en 1992 como Academia del FSB por un decreto del presidente Borís Yeltsin, y desempeñó el cargo de Director del FSB entre 1998 y 1999. Según varios analistas, precisamente esta trayectoria de Putin fue la razón principal de su nombramiento como sucesor por Yeltsin.

## Personas y cargos

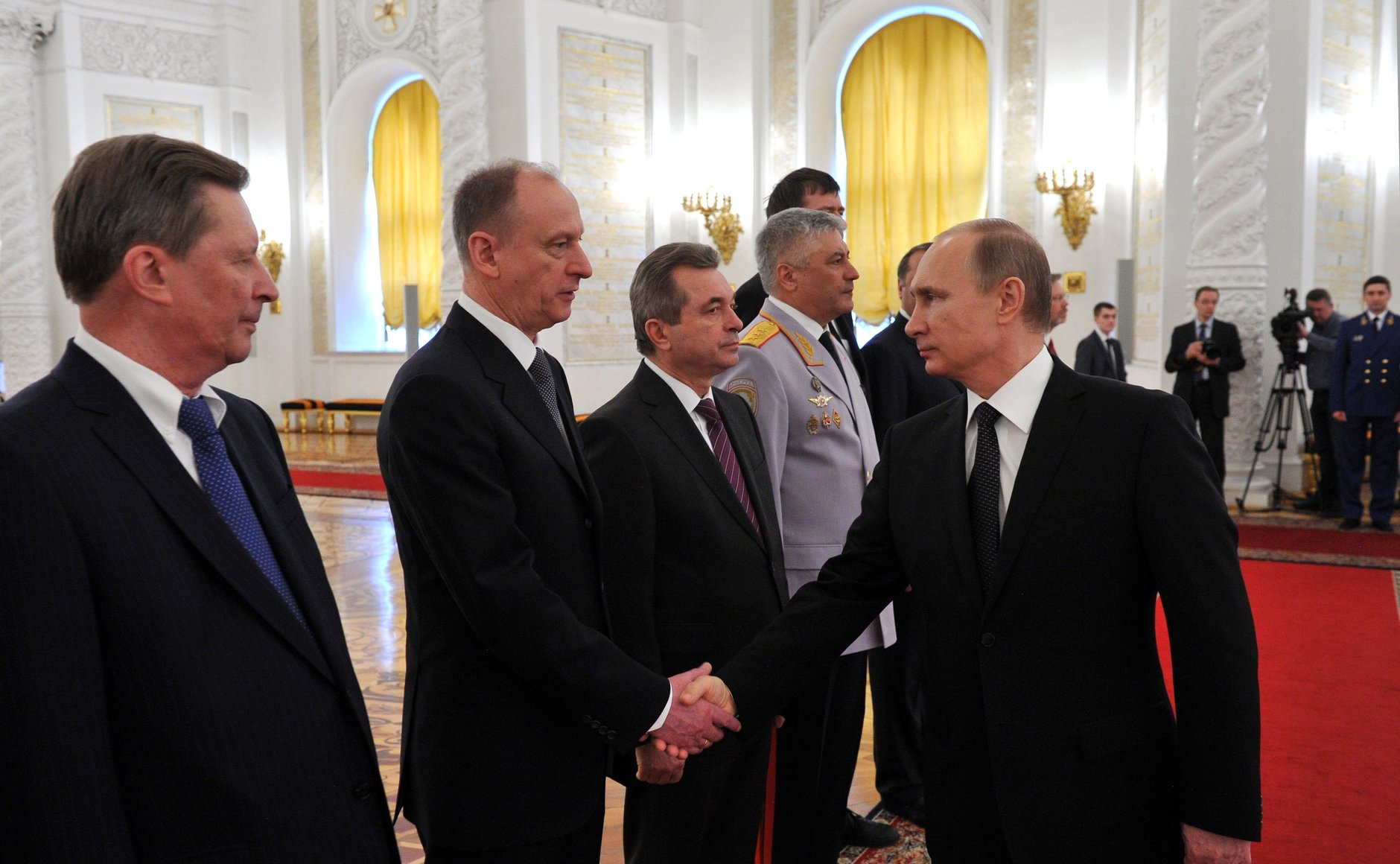
Putin en una reunión con Serguéi Ivanov, Nikolái Pátrushev y Vladimir Kolokoltsev, oficiales y fiscales de alto nivel, 9 de abril de 2015.

Algunos de los silovikí de gran importancia bajo la presidencia de Putin son Serguéi Ivanov, Víktor Ivanov y Serguéi Shoigú, que tenían estrechas relaciones de trabajo con Putin y ocupaban puestos clave en sus gobiernos.
Tras las protestas rusas de 2011, el presidente Dmitri Medvédev, habiendo hecho promesas de reformas políticas, no nombró, no obstante, a varios silovikí para posiciones prominentes en el gobierno: Serguéi Ivanov como jefe de personal de la administración presidencial; Dmitri Rogozin como vice primer ministro y Viacheslav Volodin como vicejefe de personal.
En 2018, el número de los silovikí en Rusia ascendía a 2,6 millones de personas, según el medio digital ruso Proyekt. Mientras que en 2019, su número alcanzó los 4,5 millones de personas, según el periódico Védomosti, lo que representaba el 6% de la población en edad laboral.

## Lectura adicional
- «The making of a neo-KGB state». The Economist Newspaper Limited. 25 de agosto de 2007. Consultado el 24 de agosto de 2007.
- Manual de Sociedad y Política rusas de Routledge